# Camponotus flavocrines
Camponotus flavocrines é uma espécie de inseto do gênero Camponotus, pertencente à família Formicidae.